# Bảy ngọn đồi La Mã

Thành Roma sơ khởi được hình thành từ Bảy ngọn đồi La Mã bao quanh bởi tường thành Servius (đường viền màu đỏ) được xây dựng vào đầu thế kỷ 4 TCN.

Bảy ngọn đồi La Mã (tiếng Latinh: Septem colles Romae, tiếng Ý: Sette colli di Roma và tiếng Anh: Seven hills of Rome) nằm ở phía đông Tevere tức tả ngạn của sông, hình thành nên vị thế địa lý sơ khởi của thành phố Roma cổ đại bên trong bức tường thành Servius.
Bảy ngọn đồi La Mã bao gồm:
- Đồi Aventinus (tiếng Ý: Colle Aventino, tiếng Anh: Aventine Hill)
- Đồi Caelius (Colle Celio, Caelian Hill)
- Đồi Capitolinus (Colle Campidoglio, Capitoline Hill)
- Đồi Esquilinus (Colle Esquilino, Esquiline Hill)
- Đồi Palatinus (Colle Palatino, Palatine Hill)
- Đồi Quirinalis (Colle Quirinale, Quirinal Hill)
- Đồi Viminalis (Colle Viminale, Viminal Hill)

Đồi Vatican (Colle Vaticano, Vatican Hill) nằm ở tây bắc của sông Tevere, đồi Pincius (Colle Pincio, Pincian Hill), nằm ở phía bắc của thành phố, và đồi Janiculum (Colle Gianicolo, Janiculum Hill), nằm ở tây thành, đều không được tính vào danh hiệu Bảy ngọn đồi truyền thống.

## Lịch sử

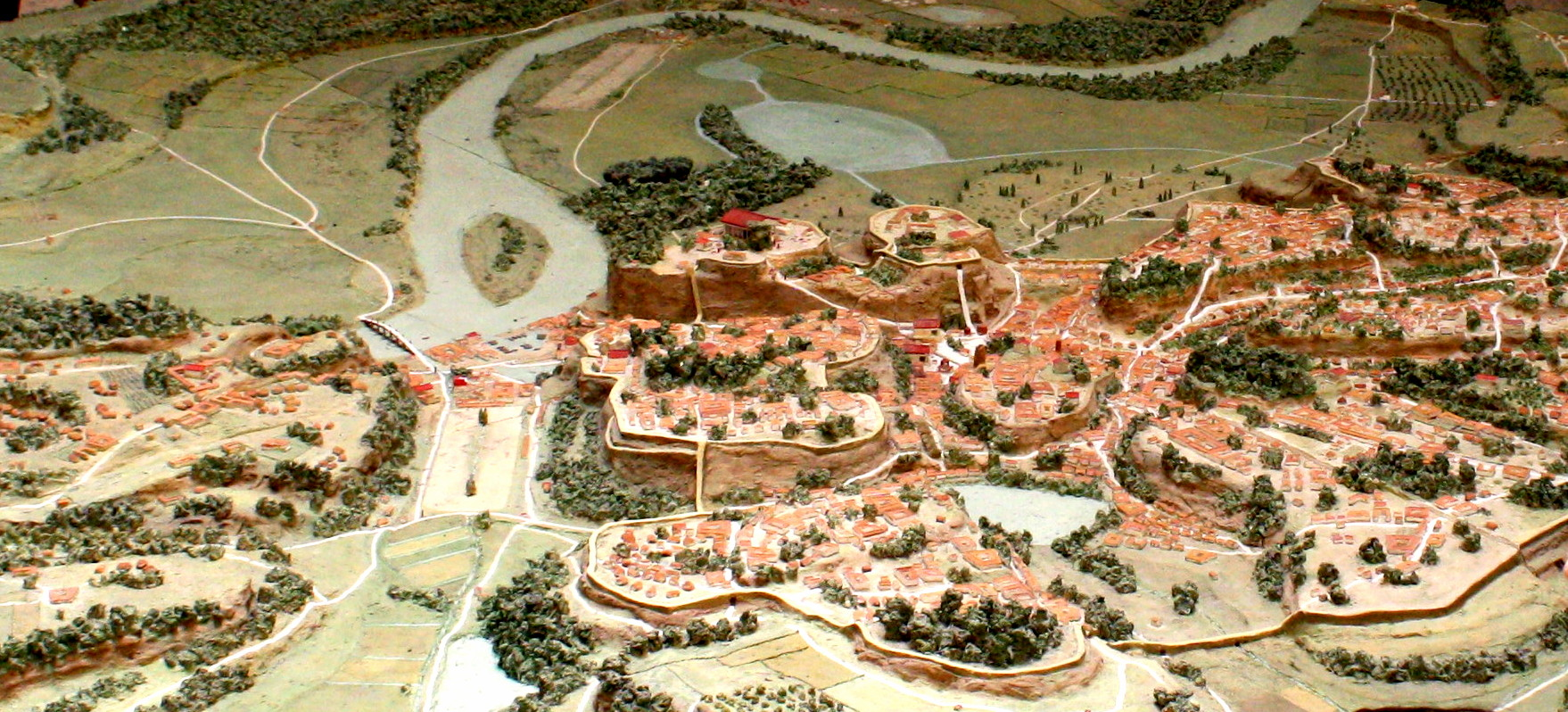
Mô hình thành Roma cổ đại với bảy ngọn đồi La Mã tại Bảo tàng Văn minh La Mã, Roma.

Thần thoại La Mã kể rằng Romulus và Remus thành lập Roma nguyên thủy trên đồi Palatinus vào ngày 21 tháng 4 năm 753 TCN, và bảy ngọn đồi trước đó đã có làng nhỏ và con người định cư nhưng chưa được tập hợp cũng như thống nhất về một mối. Các cư dân của bảy ngọn đồi bắt đầu tương tác với nhau và liên kết thành các nhóm. Thành Roma cổ đại được hình thành khi bảy ngôi làng này hoạt động như một thể thống nhất, tận dụng những vùng thung lũng đầm lầy giữa các đồi và chuyển hóa chúng thành các khu chợ hay công trường (forum trong tiếng Latinh). Về sau, vào đầu thế kỷ thứ 4 TCN, bức tường thành Servius được xây dựng để bảo vệ lãnh thổ của bảy ngọn đồi.
Ở thành phố Roma hiện đại, năm trong số bảy ngọn đồi, bao gồm Aventinus, Caelius, Esquilinus, Quirinalis và Viminalis, giờ đây là khu vực đầy di tích, kiến trúc và công viên. Đồi Capitolinus hiện là nơi đặt tòa thị chính Roma, và đồi Palatinus là trung tâm khảo cổ lớn và quan trọng.

## Các thành phố khác và bảy ngọn đồi
Constantinopolis, Lisbon và các thành phố Worcester và Newton bang Massachusetts (với nhiều thành phố khác) cũng tuyên bố rằng chúng được xây dựng trên bảy ngọn đồi, theo hình mẫu của thành Roma.